# Probolomyrmex salomonis
Probolomyrmex salomonis is een mierensoort uit de onderfamilie van de Proceratiinae. De wetenschappelijke naam van de soort is voor het eerst geldig gepubliceerd in 1965 door Taylor.